# Einsam sind die Tapferen
Einsam sind die Tapferen (Originaltitel: Lonely Are the Brave) ist ein US-amerikanisches Filmdrama aus dem Jahr 1962. Das Drehbuch basiert auf dem Roman The Brave Cowboy des amerikanischen Schriftstellers Edward Abbey.

## Handlung
Die Prärie im amerikanischen Südwesten, eine typische Westernlandschaft, Anfang der 1950er Jahre. Jack Burns lebt sein Leben nach seinen eigenen Maßstäben, wie ein Cowboy des 19. Jahrhunderts. Er hat keinen festen Wohnsitz, keinen Ausweis und keinen festen Job. Sein Geld verdient er als Saisonkraft auf verschiedenen Ranches des amerikanischen Südwestens. Als er auf seinem Pferd „Whiskey“ in eine Stadt in New Mexico kommt, um seinen Freund Paul Bondi zu besuchen, erfährt er, dass dieser eine zweijährige Haftstrafe verbüßt, weil er illegalen Einwanderern geholfen hat. Der Lastwagenfahrer Hinton ist zur gleichen Zeit auf seinem Weg von Joplin nach New Mexico. Er steht bei der Lieferung einer Wagenladung Toilettenschüsseln unter Zeitdruck.
Burns fasst den Entschluss, seinen Freund Paul zu befreien, und zettelt deshalb in einer Bar eine Schlägerei an, um sich einsperren zu lassen. Doch als er seinen Freund befreien will, lehnt der es ab, mitzukommen. Also muss Burns alleine ausbrechen. Fortan wird er von Sheriff Johnson gejagt. Er flieht mit seinem Pferd in die Berge, um über die Grenze nach Mexiko zu entkommen, in der Hoffnung, dorthin würden ihm der Sheriff und seine Leute nicht folgen. Doch Sheriff Johnson ist hartnäckig und fordert sogar einen Hubschrauber der Armee an. Burns gelingt es aber, den Hubschrauber vom Himmel zu holen. Als er den Gebirgskamm überwindet und trotz einer Schusswunde den schützenden Wald erreicht, scheint er es geschafft zu haben. Doch im strömenden Regen scheut sein Pferd beim Überqueren der Grenzstraße nach Mexiko, und sie werden von dem Lastwagenfahrer aus Joplin, der inzwischen kurz vor seinem Ziel ist, angefahren. Schwer verletzt liegen Jack und sein Pferd am Straßenrand. Sheriff Johnson kommt hinzu und scheint nicht sehr erfreut, den Gejagten erwischt zu haben. Er lässt Jacks Pferd von einem seiner Leute erlösen. Jack wird in einem Krankenwagen abtransportiert.

## Musik
Die Musik von Jerry Goldsmith verstärkt den traurig melancholischen Ton des Films. In der ersten Hälfte zunächst durch introspektive und feinsinnige Begleitstücke, die den stillen Momenten angepasst sind und Jacks Charakter unterstreichen und ihn noch ein wenig menschlicher und herzlicher wirken lassen, als er vielleicht tatsächlich ist. Als später Jacks Ausbruch aus dem Gefängnis bevorsteht, schafft die Musik eine Atmosphäre der Verzweiflung. In der zweiten Hälfte, bei Jacks Flucht durchs Gebirge, unterstreicht die Musik durch dramatische Temperamentsausbrüche die übermenschliche Anstrengung, die Jack auf sich nimmt, um sich und sein zögerliches Pferd über die Berge zu treiben.
Goldsmith schaffte mit seinem Soundtrack für Einsam sind die Tapferen den Durchbruch als Filmkomponist. Ein wenig erinnern einige Motive daraus an das Titelstück aus seinem späteren „Rambo“-Soundtrack. Sein berühmter Komponistenkollege Bernard Herrmann sagte einmal: „Seine Musik ist zu gut für diesen Film“.

## Kritiken
- Malte Krüger: "...Es verwundert nicht, dass Kirk Douglas „Einsam sind die Tapferen“ wiederholt als seinen Lieblingsfilm bezeichnet hat. Denn er ist mit seiner animalischen Energie für die Rolle des Jack Burns die ideale Besetzung und liefert darin eine seiner besten Leistungen ab....Besonders aber in der Schlussszene vollbringt Kirk Douglas eine schauspielerische Meisterleistung; in der Disziplin, die für Schauspieler zu den schwierigsten Übungen zählt, nämlich das Gesicht in Großaufnahme zu zeigen, ohne dabei physisch zu handeln..."[3]

- Kino.de lobte: "....Regisseur David Miller lieferte mit „Einsam sind die Tapferen“ wohl die beste Leistung seiner Karriere – auch wenn der Film am Boxoffice weniger Eindruck hinterließ, gilt er als einer der Klassiker des amerikanischen Kinos der 60er Jahre..."[4]

## Hintergrund
Auf dem Bonusmaterial der DVD-Veröffentlichung erzählt Kirk Douglas, dass dieser Film sein Lieblingsfilm sei. Auch sein Sohn Michael Douglas und Regisseur Steven Spielberg bezeichneten ihn als einen der besten Filme von Kirk Douglas. Kirk Douglas führt in dem Interview auf der DVD augenzwinkernd an, dass der Film leider einen gravierenden Nachteil habe, sein Pferd Whiskey habe ihm die Show gestohlen, denn die meisten Zuschauer hätten das Pferd mehr gemocht als ihn.
Dalton Trumbo, Drehbuchschreiber von Hollywoodklassikern wie Ein Herz und eine Krone (1953), Roter Staub (1956), Spartacus (1960), oder Papillon (1973), war wegen seiner Mitgliedschaft in der Kommunistischen Partei und seiner Aussageverweigerung vor dem Komitee für unamerikanische Umtriebe elf Monate im Gefängnis und wurde auf Hollywoods schwarze Liste gesetzt. Er arbeitete lange Jahre unter einem Pseudonym. Erst mit Spartacus erschien sein richtiger Name wieder in den Filmtiteln, nachdem Produzent und Hauptdarsteller Kirk Douglas sich dafür eingesetzt hatte.
Der einarmige Darsteller Bill Raisch, mit dem Douglas die Kampfszene in der Bar spielt, war auch der Darsteller des Einarmigen in der Fernsehserie Auf der Flucht. Er war außerdem häufiges Stuntdouble für seinen Freund Burt Lancaster.